# Yo tengo un sueño

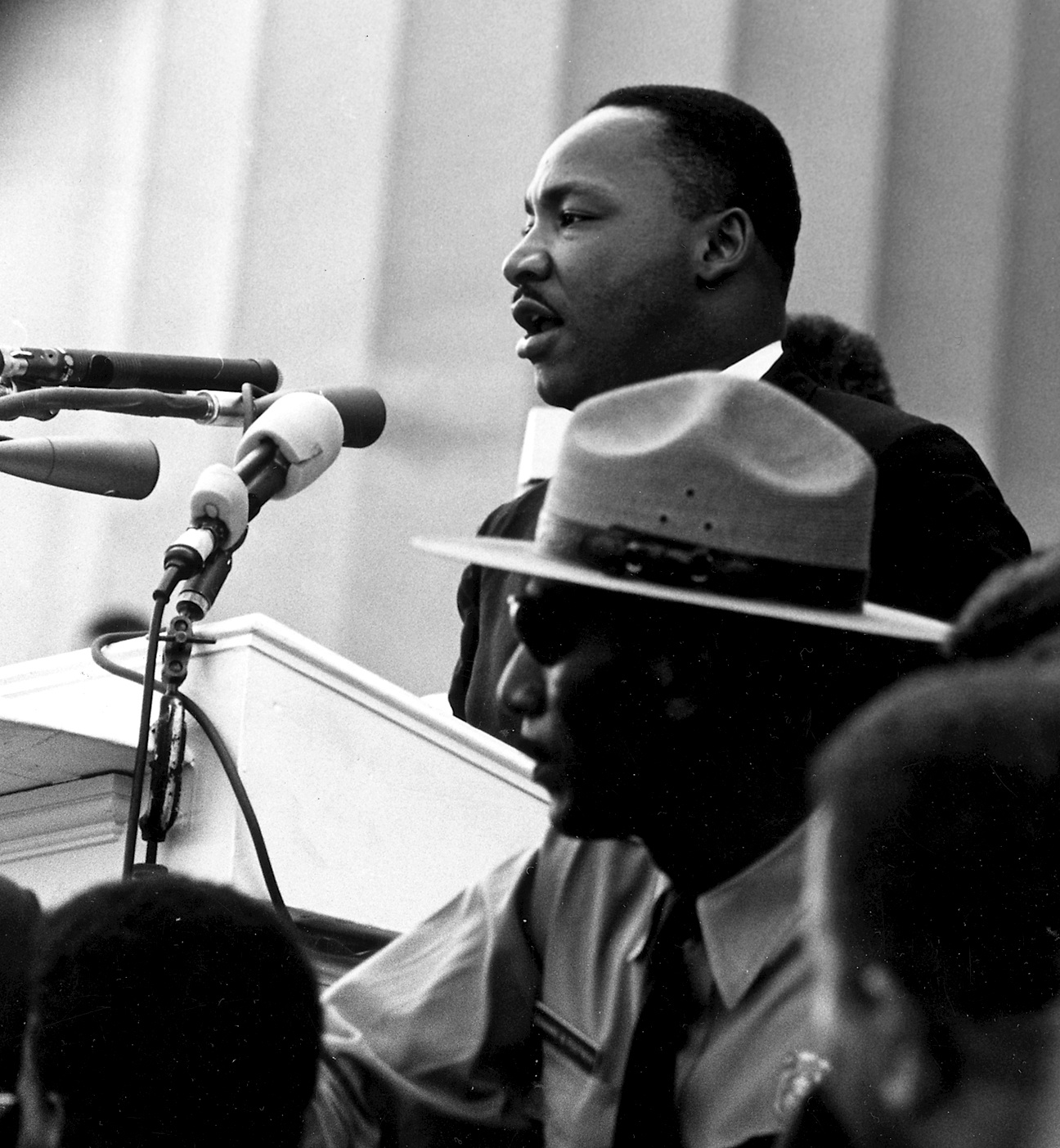
Martin Luther King, Jr. dando el discurso en la Marcha en Washington por los Derechos Civiles.

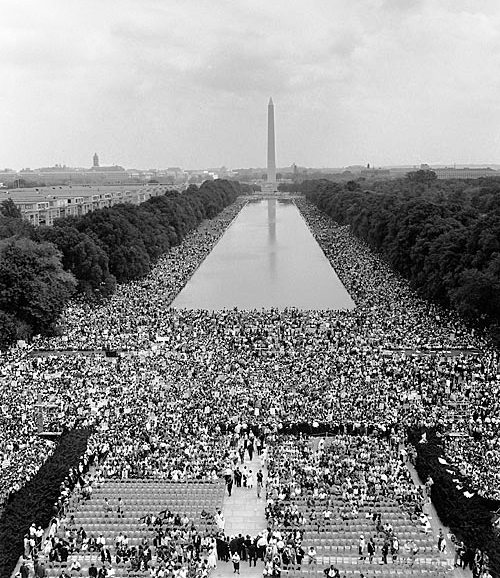
Vista panorámica desde el monumento a Lincoln hacia el monumento a Washington, el 28 de agosto de 1963.

«I have a dream» (traducido en español como: «Tengo un sueño») es el nombre del discurso más famoso de Martin Luther King Jr., cuando habló de su deseo de un futuro en el cual la gente de raza negra y blanca pudiesen coexistir armoniosamente y como iguales. Este discurso, pronunciado el 28 de agosto de 1963 desde las escalinatas del Monumento a Lincoln durante la Marcha en Washington por el trabajo y la libertad, fue un momento definitorio en el movimiento por los derechos civiles en Estados Unidos. Está considerado frecuentemente como uno de los mejores discursos de la historia, y se lo consideró en el primer puesto entre los discursos norteamericanos del siglo XX según los estudiosos de la retórica.
Ampliamente aclamado como una pieza maestra de la retórica, el discurso de King se asemeja al estilo del sermón de un ministro bautista negro. Apela a fuentes icónicas y ampliamente respetadas como la Biblia, e invoca la Declaración de Independencia de los Estados Unidos, la Proclamación de Emancipación, y la Constitución de los Estados Unidos. A través del instrumento retórico de la alusión (definido por Campbell y Huxman (2003) como "referencia indirecta a nuestro acervo cultural compartido, como la Biblia, la mitología griega y romana, o nuestra historia"), King hace uso de frases y lenguaje de importantes textos culturales para sus propios propósitos retóricos. Cerca del comienzo King alude al Discurso de Gettysburg de Lincoln diciendo: "Five score years ago..." una particular forma de decir "cien años" en inglés (pues score son 20 años y 20 x 5 = 100).
Las alusiones bíblicas también son comunes. Por ejemplo, King alude al Salmo 30:5 en la segunda estrofa de su discurso. Dice en referencia a la abolición de la esclavitud articulada por la Proclamación de Emancipación, "llegó como un precioso amanecer para terminar una larga noche de cautiverio." Otra alusión bíblica es encontrada en la décima estrofa: "No, no; no estamos satisfechos y no quedaremos satisfechos hasta que "la justicia ruede como el agua y la rectitud como una poderosa corriente." Esta es una alusión a Amós 5:24. King también cita de Isaías 40:4 -"Sueño que algún día los valles serán cumbres..."
La formación religiosa del orador se percibe claramente ya que utiliza tres veces la expresión "hijos de Dios", habla de que "la gloria de Dios será revelada, y se unirá todo el género humano", da ánimo a su gente diciéndoles un mensaje cristiano "Continúen trabajando con la convicción de que el sufrimiento que no es merecido, es emancipador" y cerrando el discurso con ""¡Libres al fin! ¡Libres al fin! Gracias a Dios omnipotente, ¡somos libres al fin!"
Anáfora, o "usar la misma fraseología inicial en una secuencia de afirmaciones o frases para agregar énfasis, orden, o clímax a una idea" (Campbell & Huxman, 2002, p. 177), es una herramienta retórica empleada a través de todo el discurso. Un ejemplo de anáfora es encontrado casi al principio cuando Martin Luther King Jr. insta a su público a aprovechar el momento "Ahora es el momento..." es repetido cuatro veces en la sexta estrofa. El ejemplo más citado de anáfora es encontrando en la frase "Yo tengo un sueño..." que es repetida ocho veces cuando King describe a su audiencia una imagen de un Estados Unidos de América integrado y unido.

## Contenido
King comienza hablando de la Proclamación de Emancipación que había sido firmada hacía cien años (1863), y de cómo todavía existía la segregación a pesar de lo que prometían ese y otros documentos históricos de su país. Hace hincapié en que ese era el momento para hacer el cambio, y si bien aclara que la violencia no es el camino, su mensaje es poderoso y persuasivo. Pide justicia y cambio, y afirma que es el comienzo de la lucha, aunque descarta la violencia como medio (dedica dos estrofas a prevenir esto). Describe el padecimiento de la raza negra en ese momento con ejemplos contundentes (no poder parar en moteles, no poder votar, etc.), y les pide que sigan luchando por sus ideales. El momento más emotivo es cuando describe -con el famoso "Yo tengo un sueño"- el país que imagina para sus hijos con su mujer: uno en el que los chicos blancos y negros convivan sin ningún tipo de prejuicio. Despide a los asistentes diciéndoles que vuelvan tranquilos a sus lugares, que de algún modo el cambio iba a llegar. Y termina ampliando la visión de una sociedad unida al hablar no sólo de razas que dejen de lado sus diferencias, sino también de religiones.

### Disputa por derechos de autor
Debido a que el discurso de King fue transmitido a una gran audiencia de radio y televisión, existe una controversia acerca de los derechos de autor del discurso. Si el alcance del discurso hubiese constituido "publicación general", habría entrado en el dominio público debido al fallo de King de no registrar el discurso en el Registro de Derechos de Autor. Si el alcance hubiese sido sólo de "publicación limitada", King habría retenido los derechos comunes de autor. Esto dio lugar a una demanda entre Martin Luther King y la CBS, en la cual se estableció que King tiene los derechos de autor sobre el discurso.
El uso sin licencia del discurso o parte de éste todavía puede ser legal en algunas circunstancias, especialmente en jurisdicciones bajo las doctrinas del Fair use o el fair dealing. Bajo las leyes aplicables, el discurso permanecerá bajo protección de derechos de autor hasta 70 años después de la muerte de Martin Luther King, es decir hasta el año 2038.